# 산프란시스코고테라

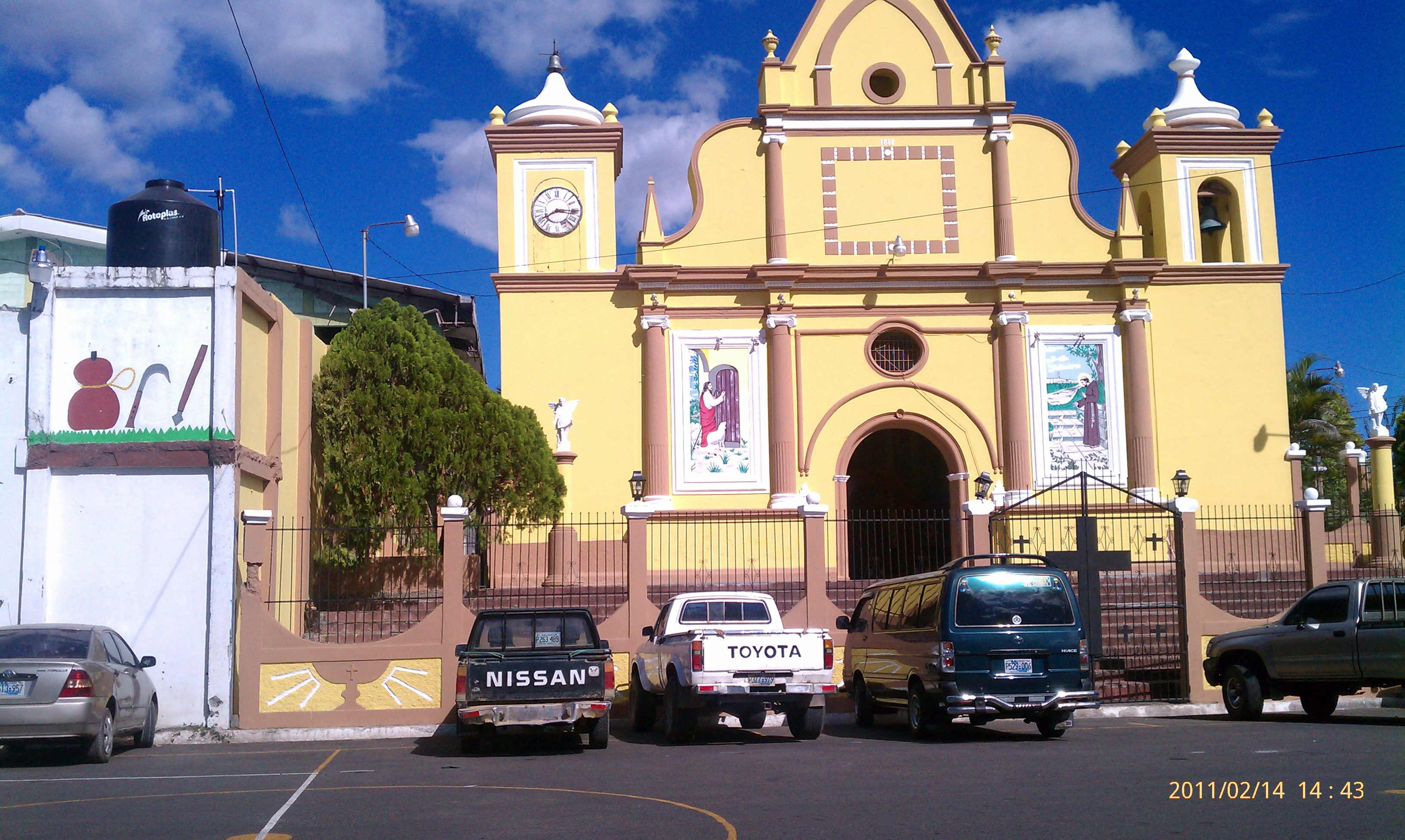

산프란시스코고테라(스페인어: San Francisco Gotera)는 엘살바도르의 도시로 모라산 주의 주도이며 면적은 59.76km2, 높이는 301m, 인구는 21,049명(2012년 기준), 인구 밀도는 350명/km2이다.